# Rosa isaevii
Rosa isaevii es una especie de planta del género Rosa, de la familia Rosaceae.

## Taxonomía
Rosa isaevii fue descrita por Gadzh. e Iskend. en 1977.

## Distribución
Se encuentra en el territorio de Transcaucasia.